# Lista de torcidas organizadas do Clube de Regatas do Flamengo
Esta é uma lista de torcidas organizadas do Clube de Regatas do Flamengo. A maioria delas é associada à Atorfla, Associação das Torcidas Organizadas do Flamengo.

## Torcidas

### Charanga Rubro-Negra
É conhecida como a primeira torcida organizada do Brasil.  Foi fundada por Jayme de Carvalho em 1942. Com instrumentos de sopro e de bateria caracteriza-se por ser uma banda musical que anima a torcida nos jogos. Entre a final da Copa do Brasil de 2004 e a Libertadores de 2008 ficou sem tocar nos jogos do Flamengo, quando passou a receber apoio da SUDERJ para retornar a animar os jogos.

### Flamante
Torcida tradicional, fundada em 1969.

### Flaponte
Também conhecida como Falcões da Flaponte, foi fundada em 1976.

### Fla Manguaça
Foi criada em 27/02/1995, sendo seu nome um trocadilho entre o clube e um apelido da cerveja. Sua sede ficava no bairro de Abolição, na Rua Ferreira Leite, 547. Em março de 2020, sua sede já estava na Rua José dos Reis, 1710, em Pilares.

### Urubuzada
A torcida, fundada em 1 de agosto de 2006, também acompanha o clube em outras atividades esportivas: futsal, basquete, natação, entre outras. Em 2018, criou uma equipe de e-sports.

### Paixão Rubro-Negra
É uma torcida organizada do Clube de Regatas do Flamengo, fundada na cidade do Rio de Janeiro em 20 de Janeiro de 1999. Tem o slogan "Pela Paz e Pelo Esporte".

### Dragões
A Dragões Rubro-Negros foi fundada dia 17 de Novembro de 1977 na cidade do Rio de Janeiro.

### Fla-Chaça
É uma torcida localizada no bairro de Senador Camará, Rio de Janeiro, fundada em 9 de outubro de 2016, a partir de uma caravana de amigos feita para o Pacaembu, em jogo com o mando de campo do Flamengo, no brasileiro daquele ano, vencido pelo time rubro-negro por 3x0.  Tem como lema, "Onde estiver, estarei"

### FlaAlém
É uma torcida organizada do C.R Flamengo localizada na cidade de Além Paraíba, no interior de Minas Gerais.

### Falange Rubro-Negra
A Falange Rubro-Negra é uma torcida organizada do Clube de Regatas do Flamengo que ficou longe dos estádios por bastante tempo. Foi reativada em meados de 2015, ficando no setor sul do Maracanã e na entrada 4 do setor norte da Ilha do Urubu. Foi fundada no dia 15 de novembro de 1981, a dois dias do aniversário do Flamengo, na cidade do Rio de Janeiro, e tinha sua sede no bairro do Riachuelo.

### Fla-Madrid
Foi uma torcida temporária criada no ano de 1998 por torcedores do Flamengo, com o objetivo de torcer contra o Vasco na final da Copa Toyota daquele ano, e no Mundial de Clubes da FIFA em 2000.

### Flanáticos
O nome Torcida Organizada Flanáticos é um trocadilho entre o nome do clube e o fanatismo de seus adeptos por ele. A torcida possui escolinha de futsal e uma sub-sede em Mendes, estado do Rio.

### Flagay
Flagay foi o nome adotado pela primeira torcida organizada gay de um time de futebol brasileiro, no ano de 1979. Foi fundada no Rio de Janeiro, por um grupo de torcedores do clube. O ambiente masculino do futebol, no Brasil - onde a prática feminina do esporte chegou a ser proibida durante longo tempo - mantém viva a homofobia nos estádios. Apesar disto, algumas outras torcidas foram organizadas visando atingir o público homossexual, a exemplo da chamada "Coligay", do Grêmio Foot-Ball Porto Alegrense
Na época de sua fundação, a novidade teve grande repercussão em todo o país, como se pode depreender pela crônica do jornalista Samuel Celestino, em dezembro de 1979, onde informa que um conhecido seu pretendia fundar também a "Bagay" e o "Vigay" - respectivamente para torcer pelo Esporte Clube Bahia e Esporte Clube Vitória.
A despeito da luta pelo reconhecimento, outras torcidas organizadas do mesmo clube carioca reagiram, procurando coibir a manifestação dos membros da Flagay, como o episódio registrado em 2003, onde a AtorFla procurou impedir que a Flagay estendesse sua faixa no Maracanã Sendo o urubu o animal que serve de mascote para o time rubro-negro, a torcida Flagay elege anualmente o jogador que, em sua opinião, é o mais bonito da equipe.

### Fla-Roots
Primeiro movimento-torcida do Flamengo, inspirado na cultura reggae e na filosofia Rastafari.

### FlaFla de Belém
A Torcida organizada do estado do Pará.

### Fla Paiol
Uma torcida presente nas cadeiras azuis.

### Império Rubro-Negro
A Torcida Organizada Império Rubro Negro foi criada em 2009. Não tem relação com a escola de samba de mesmo nome. Seu lema é: "paz, respeito e comprometimento."

### Fla Refugiados
Torcida originada de um programa da Cáritas RJ, com apoio da ONU e do próprio Flamengo, foi criada para promover a integração de refugiados estrangeiros no Brasil.

### Nação 12
Movimento inspirado no estilo barra-brava, criado no ano de 2009 com o intuito de apoiar o time incondicionalmente, independente do resultado da partida. Em 2017, no Dia do Orgulho LGBT, a torcida anunciou que aposentaria uma de suas músicas com verso considerado homofóbico.

## Outras
- Flaroflafla – torcida criada em 1971.[4]
- Torcida FlaChoop – 1973[4]
- Fla-Angra – 1975[4]
- Torcida Fla 12 – 1978[4]
- Flashow – 1979[4]
- Falange Rubro-Negra – 1981[4]
- Fla Manguaça – 1995[4]
- Paixão Rubro-Negra – 1999[4]
- Flamoeda - torcida organizada criada por funcionários da Casa da Moeda do Brasil.[4]
- Fla BH - Fundada em março de 2005, através do Orkut.[4]
- Fla-Roots – 2007[4]
- Flamigos – Fundada no dia 28 de outubro de 2007, sua data de fundação foi definida por ser no mesmo dia em que se comemora o Dia do Torcedor do Flamengo e o dia do padroeiro do Flamengo, São Judas Tadeu.[4]
- Flavilar - 2021   O nome Flavilar é por causa de um sub bairro localizado em Inhoaiba na zona oeste do Rio de Janeiro, torcida criada por amigos do bairro no intuito de apoiar o Flamengo em todos os jogos.
- Flashow
- Flachopp
- Flatuante - Torcida Organizada com sede em Niterói
- FlaMania - criada em 2019.
- Flagrande do Norte
- Nação Rubro-Negra
- Urubu Guerreiro
- Urubu Cuiabano

## Embaixadas
Fla-Trairi
Fla-Trairi é uma embaixada rubro-negra situada na praiana cidade de Trairi, no litoral do Ceará. Fundador, o fanático torcedor Márcio Aguiar Albuquerque é o atual presidente da embaixada.

### Nação Rubro-Negra Sergipe
Fundada em 21 de Agosto de 2014 na cidade de Estância no estado de Sergipe, a Embaixada Nação Rubro-negra Sergipe, é um grupo reconhecido oficialmente pelo Clube de Regatas do Flamengo. Atualmente, a Nação RN Sergipe, representa oficialmente as cidades de Aracaju, Estância e Umbaúba. Em 2018, foi campeã da Corrida das Embaixadas do Nordeste. O principal objetivo da instituição, é aproximar o público sergipano do Clube de Regatas do Flamengo. Encontros, viagens, eventos, ações sociais, fazem parte do vasto repertório do grupo que representa o clube no estado de Sergipe.

### Fla-Sampa
Fla Sampa é uma embaixada da torcida do Flamengo em São Paulo.
Localizada hoje na Avenida das Carinás, 520, no bairro de Moema, zona sul da cidade de São Paulo - SP.